# بطولة إفريقيا للجودو 2005
دارت بطولة إفريقيا للجودو 2005 في مدينة بورت إليزابيث في جنوب أفريقيا من 18 إلى 21 ماي 2005.